# Félix Malaxechevarria
Félix Malaxechevarria nacido el 3 de diciembre de 1932, en Cortézubi (Vizcaya, España). Fue un ciclista español, profesional entre los años 1953 y 1957. 
Era un corredor que destacó en el ciclocrós, logrando un tercer puesto en el Campeonato de España de Ciclocrós de 1955, así como el vigesimoquinto en el Campeonato del Mundo de la modalidad. 

## Palmarés
1955
- 3.º Campeonato de España de Ciclocrós

## Resultados en Grandes Vueltas y Campeonatos del Mundo
Durante su carrera deportiva ha conseguido los siguientes puestos en las Grandes Vueltas y en los Campeonatos del Mundo en carretera y ciclocrós:
| Carrera              | 1953 | 1954 | 1955 | 1956 | 1957 |
| -------------------- | ---- | ---- | ---- | ---- | ---- |
| Giro de Italia       | -    | -    | -    | -    | -    |
| Tour de Francia      | -    | -    | -    | -    | -    |
| Vuelta a España      | X    | X    | -    | -    | -    |
| Mundial en Ruta      | -    | -    | -    | -    | -    |
| Mundial de Ciclocrós | -    | -    | 25º  | -    | -    |

-: no participa

Ab.: abandono

X: ediciones no celebradas

## Equipos
- Independiente (1953-1954)
- CA Añorga (1955)
- Independiente (1956-1957)